# موريس بويج
موريس بويج اليسوعي (بالفرنسية: Maurice Bouyges)‏ Maurice Bouyges (1872 - 1951 م) هو مستشرق فرنسي.
ولد في أوريّاك في فرنسا في 12 تشرين الثاني. درس الفلسفة وبعدها دخل في الرهبانية اليسوعية بتاريخ 17 تموز سنة 1897 م، وعند إيفاده إلى لبنان دخل «دير غزير» وهناك أخذ العربية على الأب لويس معلوف، وبعدها أخذ عن الأب لويس شيخو وغيرهم. توفي بويج في 22 كانون الثاني سنة 1951 م.

## آثاره
له عدد من المؤلفات، منها كتاباً بعنوان «بحث في الترتيب التاريخي لمؤلفات الغزالي»، نشره في بيروت ميشل ألار.